# وزارة المالية (ناميبيا)
وزارة المالية النَّاميبية، هي وزارة حكوميَّة في ناميبيا تأسست عند استقلال ناميبيا في عام 1990. وكان أول وزير مالية ناميبي هو الألماني الناميبي أوتو هيريجل. وزير المالية الحالي هو إيبومبو شيمي، المحافظ السابق لبنك ناميبيا.

## روابط خارجية
- وزارة المالية الناميبية